# 義法停戰協定

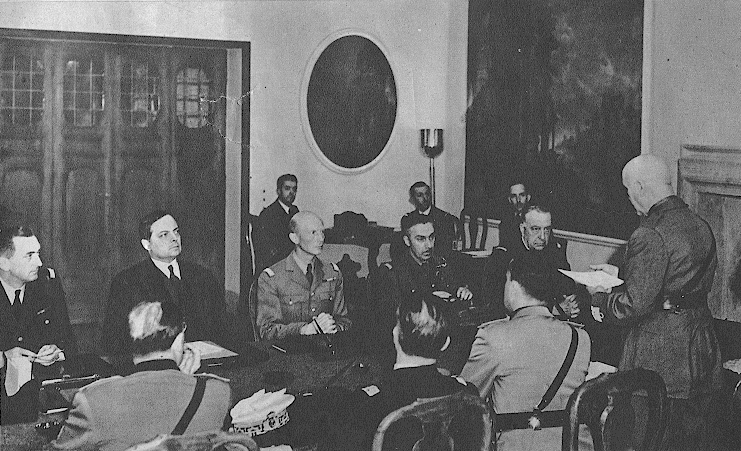
談判中，巴多格里奧向法國代表團宣佈停戰條件。

1940年6月24日，在第二次貢比涅停戰協定簽署的第二天，法蘭西第三共和國和義大利王國進行了和談並簽署了停戰協定，於25日凌晨生效，象徵著法國戰役的正式結束。
1940年6月10日，義大利對在法國戰役中對英國和法國宣戰，並在6月21日對法國發動全面入侵，但義大利軍隊在跟法國的戰鬥中只推進了幾公里便放棄了進攻。6月14日，德軍佔領了不設防的巴黎。法國政府不久後便與德國談和，並同時也跟義大利請求和談。6月22日，第二次德法停戰協定在貢比涅森林簽署，但該停戰協定要求要在「法國和義大利達成停戰協定」後生效。法國和義大利並於6月24日在羅馬簽署了停戰協定，並於次日凌晨生效。停戰協定一直有效並被履行，直到1942年11月的當時安東行動中，義大利才佔領維希法國的突尼斯、科西嘉島和法國東南部的部分地區。

## 背景
1940年的法國戰役中，納粹德國從比荷盧低地進攻，繞過法國在法德邊境修建的馬其諾防線，並在六週的時間內迅速擊潰了法軍。1940年6月10日，在法國北部的魏剛防線瀕臨崩潰之際，同在軸心國的義大利王國向法國宣戰，但直至21日才發動進攻。儘管義大利以30個師的兵力嘗試進攻，但是在法國戰役中並沒有取得太大的進展，只佔領了芒通等地區。在此戰役中，義大利陣亡和失蹤約1256人，並有近5000人受傷；而法軍的傷亡只有274人。
儘管法國成功抵擋了義大利的進攻，但在北方與德國的戰線上卻面臨崩潰。在法國政府宣佈巴黎不設防後，德軍於6月14日佔領了巴黎。16日，法國總理保羅·雷諾辭職，法國元帥、一戰英雄菲利普·貝當被任命為新總理。貝當與隔日宣佈將與德軍談和，並派出代表跟德軍談判。法國代表在22日跟德國簽訂了停戰協定。然而，該停戰協定要求法國在與義大利談和後才生效，而義大利也沒有簽署22日的停戰協定，因此法國必須要跟義大利談和。

## 法國請求停戰
6月17日，在法國政府向德國正式提出停戰要求後，法國外交部長保羅·博杜安照會了義大利天主教會樞機主教瓦萊裡奧·瓦萊裡，說到：
|  | 由貝當元帥領導的法國政府，請求教廷盡快轉告義大利政府，該國（法國）向西班牙大使轉交給德國的照會...（並）向義大利政府轉告兩國共同尋找持久和平的基礎的願望。（譯文） |

當天早上，時任義大利王國總理貝尼托·墨索里尼從希特勒的對話中得知法國向德國準備談和。18日，墨索里尼跟希特勒在慕尼黑見面，討論了在談判中對法國的領土要求。 義大利放棄了對隆河、科西嘉島、法屬突尼斯和法屬索馬利蘭的聲索。據羅曼·雷內羅稱，直到6月21日的《法義停戰條件議定書》在羅馬正式公佈時，墨索里尼仍然堅持6月18日與希特勒會晤時制定的目標。他認為，並不是德國的壓力導致他做出了讓步。事實上，希特勒希望義大利人從戰敗的法國手中奪取更多領土。  然而，義大利將領佩特羅·巴多格里奧警告墨索里尼，大規模地佔領法國南部需要耗費十五個師的兵力。

## 談判
6月21日晚，義大利駐柏林大使迪諾·阿爾菲里將德國給法國開出的停戰條件轉吿了羅馬當局。義大利外交部長加莱阿佐·齐亚诺表示，「在這些（溫和）的條件下，墨索里尼不准備提出對領土的要求......並且（將）等待正式和談後，再正式提出我們所有的要求。」
6月23日，前一天簽署了第二次康邊停戰協定的夏尔·安齐热將軍、莫里斯·帕里索將軍、讓·貝爾熱雷將軍、莫里斯·勒呂克海軍上將、外交部的查爾斯·羅沙和前駐波蘭大使萊昂·諾埃爾將作為法國的談判代表跟義大利會談。他們乘搭三架德國飛機，於下午3時抵達羅馬。義大利方面的談判代表代表有巴多格里奧、卡瓦尼亞裡、齊亞諾、羅塔、弗朗西斯科·普里科洛五人。談判會議持續了25分鐘，期間羅塔宣讀了義大利提出的條款，而安齐热將軍請求休會與政府商議，齊亞諾則將會議延後到第二天。 休會期間，希特勒通知墨索里尼，他認為義大利提出的要求太溫和，並提議將德國和義大利的佔領區連接起來。羅塔讓墨索里尼相信現在改變要求已經太晚了。
在停戰協定簽署前幾分鐘，安齐热將軍向巴多格里奧提出要求刪除一段將義大利逃往法國的政治庇護者（如社會主義者彼得罗·南尼）遣返回義大利的條款。巴多格里奧得到了墨索里尼的同意後批准了修改。巴多格里奧評論道：「我希望法國能夠復興，它是一個偉大的國家，有著偉大的歷史，我相信它會有一個美好的未來...我...真誠地希望如此...」。
6月24日晚上7點15分，在獲得法國政府的確認後，法國代表團確定將會簽署停戰協定。安齐热將軍和巴多格里奧元帥分別代表法國和義大利在羅馬因西薩別墅簽署了停戰協定。德義兩項停戰協定均於5小時後，也就是隔日凌晨12:15分生效。

## 停戰條件

在跟德國和義大利簽署停戰協定後的維希法國的地圖。

此停戰協定規定雙方將在邊境法義邊界以西50公里的地方建立非軍事區，使得法國的阿爾卑斯防線破滅。義大利在停戰前佔領了約832平方公里的法國領土，佔領區的居民人數約為28,500人，大部分居住於芒通。這些地方將會維持由義大利的軍事佔領，但在停戰協定中，義大利保留了推進邊界至羅納河以東的權利，但直到1942年11月，盟軍入侵北非後，義大利才佔領該地區。停戰協定也要求在非洲的法國殖民地設立非軍事區，且允許義大利使用法屬索馬利蘭的港口和埃塞–吉布提铁路。

## 外部連結
- YouTube上的The signing of the Franco-Italian Armistice. 1940 Italian newsreel
- Text of the armistice (法語)
- Summary of terms of the Franco-Italian armistice (英語)

## 來源
- . Bulletin of International News. 13 July 1940, 17 (14): 852–54.
- . The American Journal of International Law. October 1940, 34 (4, Supplement: Official Documents): 178–83. JSTOR 2213458. S2CID 246004883. doi:10.2307/2213458.
- Andreyev, N. . Military Review (Command and General Staff School). 1941, 21 (80): 57–60. Translated by Joseph Dasher. Originally published as Italyanskiye Operatsii v Alpakh (Итальянские Операции в Альпах) in Krasnaya Zvezda (6 October 1940).
- Armstrong, Hamilton Fish. . Foreign Affairs. 1940, 19 (1): 55–144. JSTOR 20029051. doi:10.2307/20029051.
- Auphan, Gabriel Paul; Mordal, Jacques. . Annapolis, MD: United States Naval Institute. 1959.
- Corvaja, Santi. . New York: Enigma. 2001. Translation of Mussolini nella tana del lupo (Milan: Dall'Oglio, 1983) by Robert L. Miller.
- Knox, MacGregor. . Cambridge University Press. 1999 [1982]. ISBN 978-0-521-33835-6.
- Merglen, Albert. . Guerres Mondiales et Conflits Contemporains. 1995, 177: 79–93.
- Rochat, Giorgio. . Revue historique des armées. 2008, 250: 77–84, in 29 paragraphs online. doi:10.3917/rha.250.0077.
- Sica, Emanuele. . Canadian Journal of History. 2012, 47 (2): 355–78. doi:10.3138/cjh.47.2.355.